# Sofijówka (poemat)
Sofijówka (właściwie Sofijówka, w sposobie topograficznym opisana wierszem przez Jana Nepomucena Czyżewicza) – poemat opisowy autorstwa Stanisława Trembeckiego, zawierający opis ogrodu Zofii Potockiej, powstały w epoce oświecenia.

## Geneza utworu
Sofijówka została najprawdopodobniej napisana w latach 1804–1806. Jej tworzenie zbiegło się z wizytą Stanisława Trembeckiego w Tulczynie, gdzie przebywał w tym czasie u Stanisława Szczęsnego Potockiego. Zaproszenie poety do Tulczyna pokryło się z zamówieniem na poemat.
Park Sofijówka powstał ku chwale trzeciej żony Stanisława Szczęsnego Potockiego – Zofii. Zamówienie na poemat dotyczyło opisu wychwalającego niezwykłość i wspaniałość ogrodu (zaprojektowanego przez Ludwika Metzella), który miał leżeć niedaleko Tulczyna i Humania, nad rzeką Kamionką.

## Inspiracje i nawiązania
Trembecki nawiązywał w swym dziele do nurtu poezji opisowej (Sofijówkę opatrzył podtytułem w sposobie topograficznym opisana) jednakże samego opisu jest w utworze niewiele (Teresa Kostkiewiczowa obliczyła, że jest ich 84 wersy, czyli 16%), najczęściej jest on pretekstem do snucia rozważań na różne tematy, co jest zgodne z tradycją interpretacji ogrodu jako „systemu znaków kulturowych” – Trembecki interpretuje przyrodę jako coś nasyconego kulturą i zakotwiczonego w cywilizacji i historii.
W Sofijówce jest pełno odwołań do kultury starożytnej Grecji (greckie motywy w poemacie mają związek z pochodzeniem Zofii, która była Greczynką). Każde odwiedzone miejsce i każdy spostrzeżony przez narratora przedmiot w ogrodzie związane są w pewien sposób z elementami należącymi do kręgu kultury Morza Śródziemnego. W poemacie można odnaleźć nawiązania do mitów greckich, systemów filozoficznych i antycznej literatury.
Trembecki inspirował się przede wszystkim dziełami zagranicznymi. Wśród nich wymienić można Ogrody Jacques’a Delille’a (1782) i Las Windsorski Alexandra Pope’a (1713).

## Narracja
Narratorem poematu jest zwykły spacerowicz, najprawdopodobniej ogrodnik Sofijówki (Jan Nepomucen Czyżewicz.). Kategoria narratora jest w dziele dwuznaczna – przedstawia się on bowiem jako „prostaczek” – ktoś, kto nie jest w stanie zrozumieć podsłuchanej rozmowy filozofów – jednak niejednokrotnie daje odbiorcy pokaz swej wiedzy i umiejętności odczytywania znaków kultury z otaczających go w ogrodzie elementów.

## Elementy panegiryczne
Trembecki rozumiał, że opisując ogród musi się zdobyć również na pochwałę rodu Potockich. Od autora oczekiwano, aby jego poemat zawierał elementy panegiryczne. Autor Sofijówki postawiony był w trudnej sytuacji, ponieważ Szczęsny Potocki został uznany za zdrajcę ojczyzny. Zanim jednak Potocki został marszałkiem Konfederacji targowickiej wielu ówczesnych autorów, głównie z kręgu Puław pochlebnie wypowiadało się o zasługach Potockiego, republikanina. Ocenę swojego mecenasa Trembecki zostawił przyszłym pokoleniom:

i co dla swego kraju, co czynił dla ziomków

na osobnej to karcie damy dla potomków.

 Tony panegiryczne w poemacie nie wykraczają poza prosty komplement ad personam. Komplementował natomiast Potockiego jako dobrego męża, gospodarza i ojca. Elementy panegiryczne w dziele dotyczą również Katarzyny Wielkiej i Aleksandra I, którzy jako „władcy oświeceni” przywrócili Ukrainie wielkość i włączyli ją w krąg kultury europejskiej.

## Treść
Sofijówka rozpoczyna się od inwokacji skierowanej do Ukrainy, która jest odmalowana w poemacie jako „kraina mlekiem i miodem płynąca”. Narrator obejmuje spojrzeniem całą przestrzeń kraju, która jawi mu się jako arkadyjska: urodzajna i pełna dobrobytu, lecz zarazem poddana nieustannym zmianom historycznym, nękana przez liczne wojny i będąca pod panowaniem różnorodnych ludów. Ta zmieniająca się nieustannie przestrzeń zostaje opanowana i uporządkowana przez dobrą władczynię, Katarzynę II.
Następnie spojrzenie narratora zawęża się i uwaga zostaje przekierowana na Sofijówkę. Trembecki wychwala postać Stanisława Potockiego – założyciela ogrodu. Element panegiryczny pozostaje bardzo subtelny (przemilczana jest kwestia zdrady ojczyzny przez Potockiego). Po fragmencie wyrażającym pochwałę następuje część wyjaśniająca genezę ogrodu – polowanie, podczas którego zarówno Potocki, jak i Zofia zostają trafieni strzałą Amora i zakochują się w sobie. Jednakże przed „upolowaniem” Zofii bożek miłości nakazał Stanisławowi, aby ten wybudował dla niej w tym miejscu ogród. Kupidyn dostarcza Potockiemu licznych i szczegółowych wskazówek dotyczących wyglądu parku. Następnym fragmentem poematu jest pochwała wspaniałości ogrodu już zbudowanego:

[...] a w Tulczynie znarowione oko,

gdzie znajdując przedmioty z każdej miary znaczne,

wszelkie potem śrzedniości zdają się niesmaczne.
Podmiot liryczny wyraża tu zdanie, że w Sofijówce wszystko jest piękne i wspaniałe – na tyle wspaniałe, że wszelkie inne rzeczy (reprezentujące średnie walory estetyczne, lecz mogące się podobać) w porównaniu z tulczyńskim ogrodem są brzydkie.

W dalszej części zaczyna się podróż ogrodnika po ogrodzie. W pierwszej kolejności zwiedza on grotę Łokietka (nazwaną tak najprawdopodobniej z powodu niewielkiego rozmiaru), gdzie nad wejściem widnieje wykuty w skale napis: 

Tu zapomnij twych nieszczęść, a przyjm szczęścia wieszcze.

Gdy zaś jesteś szczęśliwym, bądź szczęśliwym jeszcze.
Z groty Łokietka osoba mówiąca wędruje ku skale, która jest „Leukacie podobna”. Skała Leukaty jest – według legendy – skałą, z której zrzuciła się Safona, nieszczęśliwie zakochana w Faonie. Następuje tu zwrot nadawcy do dziewcząt mieszkających nad Bohem (ukraińska rzeką), aby pamiętały o tej tragedii i były w miłości wierne i wzajemne.
W dalszej części wędrówki spojrzenie spacerującego koncentruje się na głazie, który upamiętnia śmierć maleńkich dzieci Szczęsnego i Zofii: Konstantego, Mikula i Heleny. Uwaga ogrodnika koncentruje się następnie na granitowym moście, niedaleko którego znajduje się gmach zwany Tetydjonem. Podmiot mówiący jest zaciekawiony genezą nazwy gmachu, którą wyjaśnia mu Metzell, budowniczy i architekt ogrodu. Opowiada on o gwałcie, który na Tetydzie (morskiej nimfie) dokonał Peleus. Podczas gwałtu Tetyda w obronie własnej miała zmieniać swoją postać, lecz Peleus okazał się silniejszy i uczynił ją brzemienną (z tego gwałtu poczęty został Achilles). Peleus zrobił na Tetydzie wrażenie (podczas aktu zwróciła uwagę na jego piękno, zręczność i odwagę – akt seksualny zaczął jej się podobać) i zgodziła się wyjść za niego. Na pamiątkę tego wydarzenia gmach zyskał swoją nazwę.
W dalszej kolejności podmiot mówiący odwiedza kanał podziemny, w którym czeka na niego przygotowana łódź z przewoźnikiem. Otoczenie przypomina ogrodnikowi Hades, a przewoźnik Charona. Po wypłynięciu z kanału dopływa do wyspy zwanej Anti-Circe. Nazwa wyspy wzięła się od imienia mitycznej czarodziejki Kirke, która zamieniała ludzi w zwierzęta. Przedrostek "anty-" świadczy o tym, jak twierdził Stanisław Potocki, że na wyspie każde zwierzę staje się lepsze i zyskuje ludzkie przymioty ("bierze twarz człowieczą"). Autor wymienia tygrysa, który był mordercą i niszczycielem, a stał się szlachetny; małpkę – bezmyślną naśladowczynię, modnisię, która przemienia się w stworzenie o obyczajach godnych naśladowania; wieprza, który zmienia się z żarłocznego we wstrzemięźliwego; gryfa – skąpca, który przechodzi metamorfozę w hojną istotę; kreta – niedowiarka, który uwierzył w to, co nieudowodnione, i motyla – wietrznika, który się ustabilizował.
Następnie ogrodnik dochodzi do miejsca, w którym płynął strumień:

wkoło kryty, gałązka żadna go nie trąci

ani promień rozświetli, ani ptak nie zamąci.
Podmiot liryczny wychwala wspaniałość strumienia (porównuje go do diamentu), twierdzi, że jest on królową pośród wód – doskonale gasi pragnienie i  chłodzi. Pochwała strumienia staje się pretekstem do krytyki pijaństwa. W kolejnej części znajduje się element panegiryczny chwalący Aleksandra I, cara rosyjskiego, późniejszego króla Polski.  Podmiot liryczny chwali jego zdolności wojenne, zacne obyczaje i szerzenie edukacji.
W następnym fragmencie ogrodnik żartuje, że ziemie ukraińskie miały swoich wielkich ludzi jeszcze przed  nastaniem czasów złotej ery kultury greckiej. Wymienia Scytów: (mieszkańców Scytii, dzisiaj tereny Eurazji) Awarysza, który dostał od Apollina złote strzały, na których się przemieszczał; Zamołczego, który posiadł sekret nieśmiertelności, Anarchasisa – mędrca, pisarza, i Swera – filozofa-stoika.
Następnie następuje pochwała Szczęsnego Potockiego jako człowieka nauki i miłośnika prawdy. W ogrodzie mieścił się otoczony drzewami plac podobny do miejsca, w którym w starożytnej Grecji toczono filozoficzne dyskusje. Kiedy ogrodnik wszedł w to miejsce, usłyszał rozmowę dwóch filozofów dotyczącą filozofii libertyńskiej (wspomniana jest kosmogonia Lukrecjusza i etyka Epikura). Dyskusja była prowadzona przez filozofa sędziwego i filozofa młodszego. Wykład starszego rozmówcy miał wydźwięk epikurejsko-lukrecjański. Wykładał on, że świat składa się z atomów, a materia wiecznie trwa, choć jest poddana nieustannej przemianie. Pojawia się idea Wielkiego Roku, według której świat nieustannie się powtarza, byt jest wiecznie niszczony i rekreowany.  Natomiast młodszy filozof przedstawiał swoje zdanie na temat moralności (którą rozumie na sposób epikurejski). Głównym tematem jego wywodu jest rozkosz, która jest wartością pozazmysłową i której warunkiem istnienia jest brak cierpień. Rozkosz jest połączona z etyką, ponieważ dobro miało się brać z przyjemności. Przyjemność natomiast miała swoje źródło w rozumie i cnotach. Spacerowicz postrzega siebie jako prostaczka, dla którego to, co przed chwilą usłyszał, jest tylko pustą gadaniną. Zaczyna jednak polemikę, która rozpoczyna się od ucieczki ogrodnika w „rozkoszne bory”. Ucieczka ta jest spowodowana wykładem filozofa o rozkoszy. Prostaczek przedkłada ponad filozofię dyskutantów własną interpretację mitu o Prometeuszu. Według narratora ludzie dzielą się na dwa rodzaje: lepszych, którzy zostali ulepieni przez Prometeusza, i gorszych, podobnych małpom, którzy wywodzą się od jego brata – Epimeteusza.
Następnie przechodzeń zwraca się w stronę hałasów, które dochodzą z miejsca stawiania obelisku. Monolit jest wystawiany Zofii, o czym świadczy wyryty napis: „Wnuk Dyjony dla czwartej poświęcił Charyty” (czwartą Charytą jest właśnie Zofia).
Niedaleko tego miejsca spacerowicz zauważa mogiłę, która ma w przyszłości skryć zwłoki Stanisława Szczęsnego Potockiego. Spostrzeżona mogiła staje się przyczyną melancholii podmiotu lirycznego, która przenika końcowy fragment Sofijówki. Próbuje on tę melancholię zwalczyć humorem i rozumem, a także poprzez odwołanie się do etyki epikurejskiej. Ukojenia zaznaje jednak dopiero pod wpływem bliskości cudownej, źródlanej wody. Końcówka poematu jest pochwałą urody Zofii – to właśnie ona jest największą ozdobą ogrodu.